# دیوید ویلیام فریزر
دیوید ویلیام فریزر (انگلیسی: David Fraser; ۳۰ دسامبر ۱۹۲۰ – ۱۵ ژوئیهٔ ۲۰۱۲) فرد نظامی اهل بریتانیا بود. وی همچنین برندهٔ جوایزی همچون نشان حمام و نشان امپراتوری بریتانیا شده‌است.